# Walter Philip Kellenberg
Walter Philip Kellenberg (* 3. Juni 1901 in Bronx, New York City, New York; † 11. Januar 1986 in Rockville Centre, New York) war ein US-amerikanischer römisch-katholischer Bischof.

## Leben
Walter Philip Kellenberg wurde 1901 in New York City, im US-Bundesstaat New York als Sohn von Conrad und Eizabeth Kellenberg geboren. Er hatte zwei Brüder und zwei Schwestern. 
Er besuchte die Pfarrschule von St. Anthony of Padua Parish und die Fordham Preparatory School, die er 1919 abschloss. Im Anschluss in das Saint Joseph’s Seminary ein und studiert an der Columbia University.
Kellenberg wurde am 2. Juni 1928 in der St. Patrick’s Cathedral in Manhattan durch Kardinal Patrick Hayes zum Priester der Erzdiözese New York geweiht. Im Anschluss war er Pfarrvikar in Rosebank, Staaten Island. 
Im Jahr 1934 wurde er in die St. Paul’s Parish in Manhattan versetzt und in die Kurie der Erzdiözese berufen. Innerhalb eines Jahres wurde Kellenberg Vikar der St. Patrick’s Cathedral Parish und 1939 zum stellvertretenden Kanzler und Sekretär der Kommission für Immobilien und Versicherungen der Erzdiözese ernannt. Kellenberg wurde Pfarradministrator der Pfarrei St. John the Baptist in Staten Island und der Pfarrei St. Nicholas in Manhattan und wurde 1942 zum Vizekanzler ernannt. 1943 wurde er zum päpstlichen Kämmerer ernannt und diente von 1947 bis 1950 als Sekretär von Kardinal Francis Spellman. 1947 wurde er außerdem zum Kanzler der Erzdiözese ernannt. Der Vatikan erhob Kellenberg 1948 in den Rang eines Hausprälat und die Erzdiözese ernannte ihn 1951 zum Moderator des Koordinierungsausschusses der Katholischen Laienorganisation. 
Am 25. August 1953 wurde Kellenberg von Papst Pius XII. zum Weihbischof in New York und Titularbischof von Ioannina ernannt. Die Bischofsweihe empfing er am 5. Oktober 1953 in der St. Patrick’s Cathedral durch Kardinal James McIntyre; Mitkonsekratoren waren die William Scully, Koadjutorbischof von Albany, und Joseph Flannelly, Weihbischof in New York. 
Nach nur drei Monaten als Weihbischof in New York ernannte Pius XII. Kellenberg am 19. Januar 1954 zum sechsten Bischof von Ogdensburg. Im selben Jahr erhielt Kellenberg eine Ehrendoktorwürde der Rechtswissenschaften von der Fordham University in der Bronx. 
Kellenberg blieb drei Jahre in Ogdensburg, bis ihn Pius XII. am 16. April 1957 zum ersten Bischof von Rockville Centre ernannte. Von 1962 bis 1965 nahm er an allen vier Sitzungen des Zweiten Vatikanischen Konzils in Rom teil. 
Kurz vor Erreichen des obligatorischen Pensionsalters von 75 Jahren trat Kellenberg am 3. Mai 1976 von seinem Amt als Bischof zurück. Kellenberg starb am 11. Januar 1986 im Alter von 84 Jahren an einem Herzstillstand im Mercy Hospital in Rockville Centre. 